# Gloria (álbum de Gloria Trevi)
Gloria es el octavo álbum de estudio de la cantante mexicana Gloria Trevi. Fue lanzado el 22 de marzo de 2011 en México, Estados Unidos y Puerto Rico bajo el sello de Universal Music Group.
Trevi trabajó como coautora de las pistas del álbum, mientras que Armando Avila, Sebastián Jácome, Dr. Luke y Cirkut trabajaron como productores discográficos, estos dos últimos habían producido éxitos anteriormente para Kesha, Lady Gaga y Jennifer López. Los temas de las canciones son sus sentimientos personales, el empoderamiento femenino, la supervivencia y el amor romántico.
La producción dio continuidad al éxito que había producido con su anterior carta musical Una Rosa Blu, llegando a los primeros lugares de los conteos internacionales de música. El disco debutó en el primer puesto del Top 100 los más vendidos de AMPROFON en México y la Federación Internacional de la Industria Fonográfica en Chile, igualmente en Estados Unidos donde alcanzó la máxima posición en las listas Billboard Top Latin Albums y Billboard Latin Pop Albums. En Colombia alcanzó como posición máxima el puesto quince entre los discos más vendidos del país semanalmente según reportó la Asociación Colombiana de Productores de Fonogramas, mientras que la Cámara Argentina de Productores de Fonogramas y Videogramas se adentró hasta la posición 52 del conteo. En menos de un año a finales del 2011 la prestigiosa revista americana Billboard magazine en un artículo refiriéndose a la nueva producción discográfica de Trevi, informó que había rebasado el millón de copias vendidas mundialmente.
Durante 2011, Gloria lanzó los sencillos «Me río de ti», «Vestida de azúcar» y «La noche» los cuales se posicionaron en el primer puesto de la radio mexicana y latinoamericana según las listas oficiales de Monitor Latino. En enero de 2012, «Recostada en la cama» fue enviada a las radioemisoras de género grupero como sencillo promocional a la fecha se han promocionado otros sencillos como «Cambio y fuera» y «Fuego con fuego» además del sencillo incluido en el disco Gloria en vivo adaptación al español de un éxito de la música disco.  El 1 de julio de 2011, Trevi inició oficialmente en Torreón, México, su gira internacional de conciertos que lleva el título de su producción.

## Antecedentes
En 2007, Trevi lanzó su séptimo álbum de estudio Una Rosa Blu, que se convirtió en un gran éxito internacional y permaneciendo 121 semanas dentro de la lista de álbumes mexicanos. Una Rosa Blu produjo cinco sencillos número uno en México y Latinoamérica y obtuvo reconocimiento, como los Premios Oye!, Premios Lo Nuestro y Premios Billboard de la música latina. Dadodo que el álbum vendió medio millón de unidades en toda América Lati en apenas siete meses de lanzamientona, Trevi se dio cuenta de que su próximo lanzamiento tenía que ser mejor que el anterior, por lo que se tomó el tiempo de elegir y escribir sobre muchos No al alguacil (canción junto a Paulina Rubio) se grabó en Londres, Los Ángeles, Nueva York, Miami y México bajo la dirección de Armando Ávila y Sebastián Jácome, Cirkut y Dj Luke. La cantante declaró que el disco está dedicado a las mujeres, ya que "las chicas son las que compran discos. Si viene un chico guapo y nos canta algo que nos toca el corazón mola, pero es más difícil que una mujer se entienda a otra". mujer". El título del álbum fue elegido por la mamá de Trevi, quien también se llama Gloria: "Es un homenaje a mi mamá y a mi abuela, mi mamá me puso Gloria por ellas, pero sobre todo lo hice por mi mamá, que estaba pasando por un situación muy intensa en el momento en que estaba trabajando en el álbum".

## Música y Letras
Gloria incluye 10 canciones que abarcan varios géneros musicales como pop, disco y rock. Trevi dijo: "Elegimos 10 canciones, pero el resto se lanzará en una edición de lujo". Las letras, como es habitual en discos anteriores de la cantante, están basadas en pasajes de su vida. "Siempre he sido un libro abierto. Empecé cantando sobre 'zapatos viejos' y 'psiquiatras', pero invariablemente honesto, incluso cuando la hipócrita sociedad me golpea". "Fuego con Fuego" (Fire with Fire) y "Me Río de Ti" (I Laugh at You) son musicalizados con sintetizadores, batería y riffs de guitarra. Sobre la letra de "Fuego", Trevi se imaginó resplandeciente y con el cabello en llamas, luego de que le aplicaran "mucho peróxido" para aclarar su habitual cabello castaño. Trevi dijo sobre "Me Río de Ti": "Me encantó la melodía, me encantó el concepto de la canción, pero era un poco corta, así que escribí una pequeña parte de ella". Trevi conoció a la cantautora Mariana De La Garza, y ella tenía "cara de alguien que tiene el corazón roto", por lo que el éxito de la canción fue una muy buena venganza para ambos, "ahora ella se va a reír de él y él va a llorar". sin ella." La letra del tema "No al Alguacil" trata sobre el control y las relaciones amorosas monitoreadas y cuenta con la voz invitada de la cantante mexicana Paulina Rubio.
Dos temas están escritos por el cantautor Leonel García, de la fama de Sin Bandera, "Vestida de Azúcar" (Vestido con azúcar) y "Y Ahora Te Sorprendes" (Y ahora te sorprenden) que se nombran las canciones favoritas de Trevi del álbum. . "Vestida de Azúcar" es una canción sobre el arrepentimiento, cuando una persona prefiere tener un buen recuerdo, aunque duela; este último representa la unión de la mujer con la naturaleza. "Recostada en la Cama" es una versión de una canción previamente grabada por el intérprete de Banda El Chapo de Sinaloa.
En la edición de lujo, el disco incluye "Esa Hembra es Mala", tema principal de la telenovela mexicana Teresa, escrita e interpretada por Trevi y producida por Sebastián Jácome y Rayito. La canción recibió una nominación al premio TVyNovelas a Mejor Canción de Telenovela, que perdió ante "Cuando Me Enamoro", del cantautor español Enrique Iglesias con Juan Luis Guerra. Otra canción de la edición de lujo es "Fan", una canción dedicada a los ídolos musicales de Trevi, los Rolling Stones. Previo a esta canción, Trevi grabó una versión en español del tema "(I Can't Get No) Satisfaction", escrito por Mick Jagger y Keith Richards, en su álbum debut ¿Qué Hago Aquí? (1989)

## Promoción

### Tour
El 1 de febrero de 2011 se dio inicio a la gira Gloria Tour, realizada para promocionar su octavo álbum de estudio Gloria. La gira recorrió Estados Unidos y Latinoamérica. En octubre de 2012, durante su presentación en el Auditorio Nacional, se grabó el álbum Gloria en vivo. El 22 de mayo de 2013 se lanzó la edición estándar, el mismo día se lanzó la edición deluxe que contiene una versión CD/DVD.
La aceptación del público fue muy buena ya que en pocas horas de haber puesto los boletos a la venta estos se agotaban, no solo en México, también es las ciudades de América Latina y de Estados Unidos, teniendo que poner doble fecha en muchas ocasiones a petición de su público. 

## Lista de canciones
- Edición estándar

| Edición estándar |                                      |                                                                                              |          |  |
| N.º              | Título                               | Escritor(es)                                                                                 | Duración |  |
| 1.               | «Fuego con fuego»                    | Gloria De Los Ángeles Treviño Ruiz, Kasia Livingston, Sebastian J. y Alex James (songwriter) | 3:56     |  |
| 2.               | «Me río de ti»                       | Gloria De Los Ángeles Treviño Ruíz, Marcela de la Garza y Baltazar Hinojosa                  | 3:37     |  |
| 3.               | «Sobrenatural»                       | Gloria De Los Ángeles Treviño Ruiz                                                           | 3:37     |  |
| 4.               | «No al alguacil» (con Paulina Rubio) | Gloria Trevi, Paulina Rubio, Sebastian J., Kasia Livingston                                  | 3:47     |  |
| 5.               | «Vestida de azúcar»                  | Gloria De Los Ángeles Treviño Ruiz y Leonel García                                           | 4:05     |  |
| 6.               | «Puede ser amor»                     | Gloria De Los Ángeles Treviño Ruiz y Marcela de la Garza                                     | 3:17     |  |
| 7.               | «La noche»                           | Gloria De Los Ángeles Treviño Ruiz, Luis Silva, Manu Moreno, Fernando Chávez y Armando Ávila | 3:34     |  |
| 8.               | «Y ahora te sorprendes»              | Gloria De Los Ángeles Treviño Ruiz y Leonel García                                           | 3:36     |  |
| 9.               | «Despiértame»                        | Gloria De Los Ángeles Treviño Ruiz, Pedro Debdulo y Mónica Vélez                             | 3:20     |  |
| 10.              | «Recostada en la cama»               | Luis Mario Álvarez/Gloria De Los Ángeles Treviño Ruíz                                        | 3:38     |  |

- Edición deluxe

| Deluxe Edition |                          |                                                                          |          |  |
| N.º            | Título                   | Escritor(es)                                                             | Duración |  |
| 7.             | «Cambio y fuera»         | Gloria Treviño; Amerika Jiménez; Erika Ender.                            | 3:31     |  |
| 8.             | «La noche»               |                                                                          | 3:34     |  |
| 9.             | «Y ahora te sorprendes»  |                                                                          | 3:36     |  |
| 10.            | «Despiértame»            |                                                                          | 3:20     |  |
| 11.            | «Qué decisión tan fatal» | Marcela de la Garza; Baltazar Hinojosa.                                  | 3:28     |  |
| 12.            | «Fan»                    | Gloria Treviño ; Alejandro Ramos.                                        | 3:28     |  |
| 13.            | «Recostada en la cama»   |                                                                          | 3:38     |  |
| 14.            | «Esa hembra es mala»     | Gloria De Los Ángeles Treviño Ruíz/Marcela de la Garza/Baltazar Hinojosa | 3:57     |  |

| Edición iTunes (Deluxe Edition) |                                         |                                                                          |          |  |
| N.º                             | Título                                  | Escritor(es)                                                             | Duración |  |
| 15.                             | «Me río de ti» (Juan Magan Dance Remix) | Gloria De Los Ángeles Treviño Ruíz/Marcela de la Garza/Baltazar Hinojosa | 4:15     |  |

| Contenido Audiovisual (Deluxe Edition) |                                                 |                                                                          |          |  |
| N.º                                    | Título                                          | Escritor(es)                                                             | Duración |  |
| 1.                                     | «Me río de ti»                                  | Gloria De Los Ángeles Treviño Ruíz/Marcela de la Garza/Baltazar Hinojosa | 3:48     |  |
| 2.                                     | «Me río de ti (Behind the Scenes: Video Shoot)» | Gloria De Los Ángeles Treviño Ruíz/Marcela de la Garza/Baltazar Hinojosa |          |  |
| 3.                                     | «Alcanzando la gloria» (Documental Making-Of)   | Gloria De Los Ángeles Treviño Ruíz                                       |          |  |

## Posicionamiento en las listas
| País                      | Chart (2011)                      | Mejor posición |
| ------------------------- | --------------------------------- | -------------- |
| Bandera de Estados Unidos | Billboard 200                     | 71             |
| Bandera de Estados Unidos | Billboard Top Álbum Sales         | 71             |
| Bandera de Estados Unidos | Billboard Top Current Álbum Sales | 70             |
| Bandera de Estados Unidos | Billboard Top Latin Albums        | 1              |
| Bandera de Estados Unidos | Billboard Latin Pop Albums        | 1              |
| Bandera de México         | Mexican Albums Chart              | 1              |

GRÁFICOS DE FIN DE AÑO
| País                      | Charts 2011                | Posición |
| ------------------------- | -------------------------- | -------- |
| Bandera de Estados Unidos | Billboard Latin Pop Albums | 22       |
| Bandera de Estados Unidos | Billboard Top Latin Albums | 9        |
| Bandera de México         | Amprofon Álbums            | 11       |

## Certificaciones
| País   | Organismo certificador | Certificación | Ref.   |
| ------ | ---------------------- | ------------- | ------ |
| México | AMPROFON               | Platino       | [ 12 ] |